# Ємельянов Роман Павлович
Ємелья́нов Рома́н Па́влович (рос. Емельянов Роман Павлович, 8 травня 1992, Павлово) — російський футболіст, півзахисник донецького «Шахтаря». Наразі на правах оренди виступає за «Урал».

## Біографія
Роман Ємельянов почав займатися футболом у ДЮСШ рідного міста  Павлово Нижньогородської області. В кінці 2006 року його запросили в Академію футболу імені Юрія Конопльова, патроновану фондом «Національна академія футболу» Романа Абрамовича. 

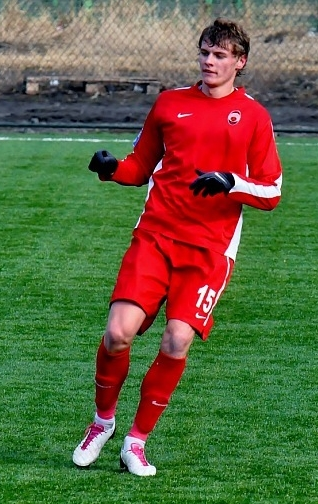
Роман Ємельянов під час виступів за «Зорю». 18 березня 2011 року

З 2008 року Ємельянов почав виступати за «Тольятті» у другому дивізіоні Росії.
У березні 2009 року Роман Ємельянов, як найбільш талановитий випускник Академії імені Конопльова, відправився на двотижневе стажування в лондонський «Челсі», який на той момент очолював Гус Хіддінк. Ємельянов провів кілька спаринг-матчів за участю основного складу «Челсі», в тому числі команда, за яку виступав росіянин, обіграла команду, за яку грав Мікаель Ессьєн, з рахунком 7:1.
У січні 2010 року Роман Ємельянов уклав 3-річний контракт з донецьким «Шахтарем», який заплатив за 17-річного опорного півзахисника 1 мільйон доларів, що є високою трансферною сумою для футболістів такого юного віку. Ємельянов тренувався з резервним і молодіжним складами «Шахтаря», поки в серпні того ж року клуб не віддав його в річну оренду луганській «Зорі». Ємельянов дебютував за «Зорю» 12 вересня 2010 року. Всього провів за команду 14 матчів у чемпіонаті і влітку 2011 року повернувся в Донецьк.
А за донецький «Шахтар» Роман дебютував 21 серпня 2011 року в матчі з маріупольським «Іллічівцем», проте після того жодного разу не виходив у складі основної команди «гірняків».
26 серпня 2011 року «Ростов» орендував Романа у «Шахтаря» до кінця сезону, але після завершення оренди майже відразу знов був відправлений донецьким клубом, цього разу в маріупольський «Іллічівець».

## Титули і досягнення
- Володар Кубка Росії (1):

«Ростов»: 2013-14